# Giorgio Bosco
Giorgio Bosco (* 20. Juli 1932 in Rom) ist ein italienischer Diplomat im Ruhestand.

## Studium
1954 schloss er ein Studium der Rechtswissenschaft an der Universität La Sapienza.

## Leben
1956 trat er in den auswärtigen Dienst.
Von 1972 bis 1975 war er in Mexiko Beobachter des Organismo para la Proscripción de las Armas Nucleares en la América Latina y el Caribe.
Von 1975 bis 1978 war er Generalkonsul in New Orleans und widmete er den Sitzungsperioden der Generalversammlung der Vereinten Nationen als italienischer Delegierter des Sechsten Ausschusses und nahm an einigen Sitzungen zum Seerechtsübereinkommen teil.
Von 1978 bis 1982 war er Botschafter in La Paz (Bolivien)
Von 1985 bis 1990 hatte er Exequatur als Generalkonsul in Berlin.
Von 1990 bis war er Botschafter in Rangun (Irland).
Er ist verheiratet und hat einen Sohn.

## Veröffentlichungen
- Dionisio Anzilotti. L’attività diplomatica e giurisdizionale, edizioni Nagard 2006.[3]

| Vorgänger              | Amt                                                         | Nachfolger        |
| ---------------------- | ----------------------------------------------------------- | ----------------- |
| Sergio Kociancich      | Italienischer Botschafter in La Paz September 1978 bis 1982 | Alessandro Merola |
| Piero Franco Signorini | Italienischer Botschafter in Rangun (Myanmar) 1990 bis 1995 | Raffaele Miniero  |